# Martin Göschl
Martin Göschl (?před 1480 – po 1533?) byl humanistickým vzdělancem, knězem a biskupem katolické církve, který se roku 1525 přidal k reformaci. Zemřel v olomouckém biskupském vězení po roce 1533.

## Životopis
Pocházel z Jihlavy, roku 1500 byl knězem v Želivi, vystudoval právo. Roku 1509 se stal olomouckým světícím biskupem (titulární biskup nikopolský) a v letech 1512–1516 zároveň generálním vikářem a oficiálem. Spojení vrcholných úřadů bylo pro jednu osobu příliš vyčerpávající, od roku 1517/1524 byl proto proboštem kláštera Rosa coeli v Dolních Kounicích. Roku 1525 se přidal k reformaci a oženil se s jednou z dolnokounických řeholnic, roku 1526 se pohyboval v Mikulově, kde se nacházel i Balthasar Hubmaier. Diskutuje se o tom, zda Göschl byl novokřtěncem. Na zásah císaře Ferdinanda I. byl roku 1528 zajat královskými úředníky, předán církevnímu soudu, mučen a dožil ve vězení (prý ve věži Kroměřížského zámku).